# Emmanuel Sanon
Emmanuel „Manno“ Sanon (* 25. Juni 1951 in Port-au-Prince; † 21. Februar 2008 in Orlando, Florida) war ein haitianischer Fußballspieler und -trainer.
Mit 47 erzielten Toren und 100 Einsätzen ist Sanon Rekordtorschütze der haitianischen Nationalmannschaft und zugleich der Spieler mit den meisten Einsätzen für sein Land. Bekannt ist Sanon bis heute vor allem durch seine beiden Tore bei der WM 1974.
Bis heute gilt Sanon nicht nur als einer der besten Fußballer Haitis, sondern auch als einer der populärsten. So hat Sanon für die Haitianer eine große Bedeutung, welche in ungefähr mit Diego Maradona für Argentinien vergleichbar ist.

## Karriere

### Als Spieler
Im Jahr 1974 spielte Sanon beim haitianischen Fußballverein Don Bosco FC in Petionville, einem Vorort der Hauptstadt Port-au-Prince. Mit der haitianischen Nationalmannschaft qualifizierte er sich zur Fußball-Weltmeisterschaft 1974 in Deutschland. Es war die bisher einzige Teilnahme des Inselstaates aus der Karibik an einer Fußball-Weltmeisterschaft. Bei diesem WM-Turnier schaffte Sanon im ersten Spiel eine Sensation. Erster Gegner Haitis war mit Italien der Vize-Weltmeister und einer der Turnierfavoriten. Neuling Haiti durfte sich keine Chancen ausrechnen. Am 15. Juni 1974 erkämpfte Haiti sich zur Halbzeit ein 0:0. Direkt nach dem Wiederanpfiff im Münchner Olympiastadion erzielte Emmanuel Sanon in der 46. Spielminute die Führung für Haiti. Italiens Torwart Dino Zoff war bis zu diesem Zeitpunkt, seit dem 20. September 1972, 1143 Länderspielminuten lang ohne Gegentor geblieben. Der schnelle Stürmer Sanon beendete diesen Rekord und schrieb Fußballgeschichte, später  vergleichbar mit dem österreichischen Nationalspieler Saša Kalajdžić, der am 26. Juni 2021 den italienischen Torhüter Gianluigi Donnarumma nach 1168 Minuten überwinden konnte. Haiti verlor das Spiel dennoch mit 1:3. Danach verlor die Mannschaft gegen Polen mit 0:7 und gegen Argentinien mit 1:4. Emmanuel Sanon war im letzten Gruppenspiel gegen Argentinien erneut erfolgreich und erzielte den Ehrentreffer; damit wurde er der bislang einzige Torschütze seines Landes bei einer WM.
Nach der Weltmeisterschaft wechselte er zu K. Beerschot VAC in die belgische Liga, wo er bis 1980 blieb. 1979 gewann er mit seiner Mannschaft den belgischen Pokal. Anschließend wechselte er in die USA, wo er unter anderem für die Miami Americans und die San Diego Sockers aktiv war. Anschließend beendete er seine Karriere.

### Als Trainer
Zwischen 1983 und 1997 war er Trainer an verschiedenen High Schools und in Fußballvereinen der Vereinigten Staaten. Von 1999 bis 2000 war er Trainer der Fußballnationalmannschaft Haitis, wobei Haiti im CONCACAF Gold Cup 2000 gegen Peru in Miami unentschieden spielte, aber nach der Vorrunde mit 1:4 Toren ausschied. 2004/05 war er Jugendtrainer der Ajax Orlando Prospects in den USA.

## Tod
Emmanuel Sanon starb im Februar 2008 im Alter von 56 Jahren an den Folgen eines Pankreastumors. An seiner Beisetzung in Port-au-Prince nahmen alle Spieler Haitis, die bei der WM 1974 im Kader waren, teil und trugen seinen Sarg.